# Eremotipula
Eremotipula is een ondergeslacht van het geslacht van insecten Tipula binnen de familie langpootmuggen (Tipulidae).

## Soorten
Deze lijst van 36 stuks is mogelijk niet compleet.
- T. (Eremotipula) anasazi (Gelhaus, 2005)
- T. (Eremotipula) artemisiae (Gelhaus, 2005)
- T. (Eremotipula) baumanni (Gelhaus, 2005)
- T. (Eremotipula) biproducta (Alexander, 1947)
- T. (Eremotipula) byersi (Gelhaus, 2005)
- T. (Eremotipula) dimidiata (Dietz, 1921)
- T. (Eremotipula) disspina (Gelhaus, 2005)
- T. (Eremotipula) diversa (Dietz, 1921)
- T. (Eremotipula) elverae (Gelhaus, 2005)
- T. (Eremotipula) eurystyla (Alexander, 1969)
- T. (Eremotipula) evalynae (Gelhaus, 2005)
- T. (Eremotipula) helferi (Alexander, 1965)
- T. (Eremotipula) impudica (Doane, 1901)
- T. (Eremotipula) incisa (Doane, 1901)
- T. (Eremotipula) jicarilla (Gelhaus, 2005)
- T. (Eremotipula) jongelhausi (Oosterbroek, 2009)
- T. (Eremotipula) kaibabensis (Alexander, 1946)
- T. (Eremotipula) kirkwoodi (Alexander, 1961)
- T. (Eremotipula) larreae (Gelhaus, 2005)
- T. (Eremotipula) leiocantha (Alexander, 1959)
- T. (Eremotipula) lyrifera (Dietz, 1921)
- T. (Eremotipula) macracantha (Alexander, 1946)
- T. (Eremotipula) madina (Dietz, 1921)
- T. (Eremotipula) melanderiana (Alexander, 1965)
- T. (Eremotipula) middlekauffi (Alexander, 1965)
- T. (Eremotipula) mitrata (Dietz, 1921)
- T. (Eremotipula) pellucida (Doane, 1912)
- T. (Eremotipula) rogersi (Gelhaus, 2005)
- T. (Eremotipula) sackeni (Gelhaus, 2005)
- T. (Eremotipula) schusteri (Alexander, 1965)
- T. (Eremotipula) sinistra (Dietz, 1921)
- T. (Eremotipula) spaldingi (Dietz, 1921)
- T. (Eremotipula) spinerecta (Alexander, 1947)
- T. (Eremotipula) spinosa (Gelhaus, 2005)
- T. (Eremotipula) utahicola (Alexander, 1948)
- T. (Eremotipula) woodi (Alexander, 1948)